# 御茶の水美術専門学校
御茶の水美術専門学校（おちゃのみずびじゅつせんもんがっこう）は、東京都千代田区にある私立の美術学校。通称・OCHABI。創立者は、博物学者（生物学者）の服部廣太郎博士。創立の理念、及び建学の精神は「世界に文化で貢献する」。2019年1月、日本の専門学校として初めて 国連グローバルコンパクトの会員 になっている。

## 概要
設置科は3年制、デザイン・アート科ひとつであり総合的、かつ実践的な美術教育を行っている。
また、2011年度より高度専門士課程を新設し、4年制、高度デザイン・アート科を新設した。
校舎の立地としては、神田川沿いの高台に位置し、屋上からは左手に後楽園、正面に大型病院が群立する様を眺め、右手には秋葉原、湯島聖堂、聖橋を望むことができる。
御茶ノ水は古くから学生街として栄え、楽器街、古本屋街、スポーツ品店街、古くからの喫茶や定食屋など、様々な文化が集まる街として知られている。また、医療機関も多い。
創立者は、東宮御学問所御用掛で昭和天皇に博物学を進講した服部廣太郎博士である。同博士は徳川生物学研究所所長、生物学御研究所主任を務め、教育に尽力した。
学校のロゴデザインは学園出身者の佐藤可士和が行っている。ロゴコンセプトは「十人十色」であるが、虹色や音量のバーも意識しており、「多種多様な才能がひとつになってグルーヴを奏でる」ことを表現している。

## 商品企画開発
御茶の水美術専門学校は特に1学年必修による商品開発で知られる。
- 近江兄弟社においては、ヘタレな乙女というリップクリームの商品開発を行っている。
- 資生堂においては、TSUBAKI（ツバキ）シリーズのコンセプト再提案、MAJOLICA MAJORKA（マジョリカマジョルカ）のコンセプト提案をしている。
- 千代田区においては、千代田区役所の推進する千代田学に参画。千代田区消費生活センターのキャラクター「キッくん」を開発している。
- adidas（アディダスジャパン）においては、2010 FIFAワールドカップの際に、ジェイアール東日本企画の協力を得て、開催中、渋谷駅の女子トイレをサムライブルーに染めている。
- HONDA（本田技研工業株式会社）においては、デザインによる日本循環計画「つながるNIHONDA!!」を提案し、その後ジェイアール東日本企画に対しても同様の提案を行っている。
- 2011年度はPanasonic（パナソニック株式会社）デザインカンパニーと産学連携、商品開発を行っている。
- その他、数多くの企業や団体と産官学連携授業を行い、現在も継続している。

## 社会貢献
御茶の水美術専門学校は「世界に文化で貢献する」の創立理念にのっとり課外活動にも取り組んでいる。岩手県陸前高田市での一連の活動は2012年7月19日付の東海新報にて陸前高田市観光ロゴマークの贈呈式の様子と共に取り上げられた。
- 2012年5月、津波により店舗を喪失した写真館の依頼でロゴマークを制作、採用となった。
- 2012年7月、津波により店舗を喪失した飲食店の依頼でロゴマークを制作、採用となった。
- 2012年7月、観光ロゴマークを制作、市民の支持を得て戸羽太市長同席のもと復興の願いをこめてロゴマークを寄贈した。

## 交通機関
- JR御茶ノ水駅より徒歩3分
- 東京メトロ丸ノ内線御茶ノ水駅より徒歩4分
- 東京メトロ千代田線新御茶ノ水駅より徒歩5分

## 学園出身者
- 浅井睦
- 浅岡肇
- あさのまさひこ
- 天達武史
- 有山達也
- 安齋肇
- 安西水丸
- 石井幹子
- 伊勢谷友介
- 大滝まみ
- 大貫妙子
- 大貫卓也
- 加藤翼
- 亀海昌次
- 上條喬久
- 倉島一幸
- 小原祐介
- 坂崎千春
- 佐藤可士和
- 佐藤卓
- 佐藤玲
- 鈴木八朗
- 今日マチ子
- 近藤聡乃
- 直枝政広
- ハヤカワ五味
- 坂茂
- 深澤直人
- 松任谷由実
- 松本佳奈
- みうらじゅん
- 三宅一生
- 六平直政
- 吉田篤弘
- 三遊亭こと馬